# Беатрис Чебет
Беатрис Чебет (енгл. Beatrice Chebet; рођена 5. марта 2000.) је кенијска атлетичарка и актуелна светска рекордерка на 10.000 метара, са резултатом 28:54.14 (28 минута, 54 секунде, 14 стотинке), постављеним на традиционалном атлетском митингу Прифонтејн Класик у Јуџину 25. маја 2024.
2022. године освојила је сребрну медаљу на 5000 метара на Светском првенству и постала шампион Комонвелта, Африке и Дијамантске лиге. Чебет је освојила златну медаљу у женској сениорској трци на Светском првенству у кросу 2023. и 2024. године. На Олимпијским играма у Паризу 2024. освојила је две златне медаље (5.000 и 10.000 метара).

## Каријера
Беатрис Чебет је рођена 5. марта 2000. као ћерка Франсиса и Лилијан Кируи. Док је била у основној школи, тркала се на дужинама до 5000 метара, Завршила је средњу школу Сарамек, Лондиани 2013. да би се потом придружила Атлетском клубу Лемотит у новембру 2016.
У јулу 2018. Чебет је победила у Тампереу на Светском првенству за јуниоре.
На Светском првенству у кросу 2019., три најбрже атлетичарке у женској јуниорској трци – Чебет и етиопски двојац Алемиту Тарику и Цигие Гебреселама – забележиле су у фотофинишу истоветно време од 20:50. Тарику је првобитно проглашена за победницу, а Гебреселама је награђена сребром. Међутим, након прегледа снимка фото финиша, Чебет је додељена златна медаља.
У јулу 2022. на Светском првенству у Јуџину освојила је сребрну медаљу у трци 5000 метара са временом 14:46,75 иза Гудафа Цегај а испред Давит Сејаум.

## Светски рекорд на 10.000 метара
Беатрис Чебет је светски рекорд на 10.000 метара, у времену 28:54.14 поставила на Прифонтејн Класик митингу 25. маја 2024. У овој трци иза ње су стигле Етиопљанка Гудаф Цегај у времену 29:05,92 и Кенијка Лилиан Касаит Ренгерук у времену 29:26,89.
Поставивши овај рекорд, Чебет је постала прва жена у историји која је истрчала 10.000 метара за брже од 29 минута.

По истрчаном рекорду Чебет је изјавила:
„Била сам спремна да трчим светски рекорд, па када сам видела да је Гудаф мало успорила, рекла себи: 'Дај да покушам да убрзам, да видим како то може да прође'. Тако сам себе мотивисала. Када сам схватила да трчим у темпу новог светског рекорда, форсирала сам задњих 400 метара".

## Достигнућа

### Међународна такмичења
| Година | Такмичење                          | Место                           | Позиција | Дисциплина      | Резултат | Белешка |
| ------ | ---------------------------------- | ------------------------------- | -------- | --------------- | -------- | ------- |
| 2017.  | Светско првенство за млађе јуниоре | Најроби, Кенија                 | 4.       | 3.000 м         | 9:33,26  |         |
| 2018.  | Светско првенство за јуниоре       | Тампере, Финска                 | 1.       | 5.000 м         | 15:30,77 |         |
| 2019.  | Светско првенство у кросу          | Орхус, Данска                   | 1.       | Трка јуниорки   | 20:50    |         |
| 2019.  | Светско првенство у кросу          | Орхус, Данска                   | 2.       | Јуниорке екипно | 26 поена |         |
| 2019.  | Првенство Африке                   | Абиџан, Обала Слоноваче         | 1.       | 5.000 м         | 16:02,66 |         |
| 2022.  | Светско првенство у дворани        | Београд, Србија                 | 10.      | 3.000 м         | 8:47,50  |         |
| 2022.  | Првенство Африке                   | Сент Пјер, Маурицијус           | 1.       | 5.000 м         | 15:00,82 |         |
| 2022.  | Светско првенство                  | Јуџин, САД                      | 2.       | 5.000 м         | 14:46,75 |         |
| 2022.  | Игре Комонвелта                    | Бирмингем, Уједињено Краљевство | 1.       | 5.000 м         | 14:38,21 |         |
| 2023.  | Светско првенство у кросу          | Батерст, Аустралија             | 1.       | Трка сениорки   | 33:48    |         |
| 2023.  | Светско првенство у кросу          | Батерст, Аустралија             | 1.       | Сениорке екипно | 16 поена |         |
| 2023.  | Светско првенство                  | Будимпешта, Мађарска            | 3.       | 5.000 м         | 14:54,33 |         |
| 2024.  | Светско првенство у кросу          | Београд, Србија                 | 1.       | Трка сениорки   | 31:05    |         |
| 2024.  | Светско првенство у кросу          | Београд, Србија                 | 1.       | Сениорке екипно | 10 поена |         |
| 2024.  | Олимпијске игре                    | Париз, Француска                | 1.       | 10.000 м        | 30:43,25 |         |
| 2024.  | Олимпијске игре                    | Париз, Француска                | 1.       | 5.000 м         | 14:28,56 |         |

### Лични рекорди
| Стаза                               | Дисциплина             | Време (минути:секунде.стотинке) | Место             | Датум              |
| ----------------------------------- | ---------------------- | ------------------------------- | ----------------- | ------------------ |
| Атлетска (тартан) стаза на стадиону | 3.000 метара           | 8:25,01                         | Осло, Норвешка    | 15. јун 2023.      |
| Атлетска (тартан) стаза на стадиону | 3.000 метара у дворани | 8:37,06                         | Мадрид, Шпанија   | 24. фебруар 2021.  |
| Атлетска (тартан) стаза на стадиону | 5.000 метара           | 14:12,92                        | Лондон, Енглеска  | 23. јул 2023.      |
| Атлетска (тартан) стаза на стадиону | 10.000 метара          | 28:54,14 Светски рекорд         | Јуџин, САД        | 25. маја 2024.     |
| Друм                                | 5 км                   | 14:32                           | Цирих, Швајцарска | 7. септембар 2022. |
| Друм                                | 10 км                  | 32:52                           | Елдорет, Кенија   | 24. новембар 2019. |